# Fallibilizm
Fallibilizm – koncepcja obecna w metodologii nauki, według której wiedza naukowa (metodologia nauki) nie ma charakteru linearnego i kumulatywnego. Obowiązuje w danym okresie historycznym, w danym obszarze nauki oraz podlega falsyfikacji, poprzez którą zostaje unieważniona na rzecz adekwatniejszej teorii.